# Salza di Pinerolo
Salza di Pinerolo (piemontiul: Sansa, okcitánul: Salso) település Olaszországban, Lombardia régióban, Torino megyében. Lakosainak száma 67 fő (2023. január 1.). Salza di Pinerolo Massello, Perrero, Pragelato és Prali községekkel határos.

## Népesség
A település népességének változása:
| Lakosok száma | 75   | 75   | 67   |
|               | 2017 | 2018 | 2023 |